# A magyar labdarúgó-válogatott mérkőzései 1923-ban
A magyar labdarúgó-válogatottnak 1923-ban hat mérkőzése volt. Tavasszal háromszor idegenben szerepelt a csapat. Olaszország ellen döntetlen, Svájc ellen győzelem, Ausztria ellen vereség volt a felemás mérleg. A három őszi hazai meccset mind megnyerte: Finnország, Ausztria és Svédország ellen.
Szövetségi kapitány: 
- Kiss Gyula

## Eredmények
| 89. mérkőzés 1923. március 4. | Olaszország       | 0 – 0 | Magyarország | Marassi-stadion, Genova Nézőszám: 20 000 Játékvezető: John Forster (SUI) |
| 89. mérkőzés 1923. március 4. | (0 – 0) Részletek |       |              | Marassi-stadion, Genova Nézőszám: 20 000 Játékvezető: John Forster (SUI) |

| 90. mérkőzés 1923. március 11. | Svájc           | 1 – 6             | Magyarország                              | Lausanne Nézőszám: 10 000 Játékvezető: Johannes Mutters (NED) |
| 90. mérkőzés 1923. március 11. | Abegglen II 75' | (0 – 1) Részletek | Molnár 4' 57' Orth 55' 77' Hirzer 63' 65' | Lausanne Nézőszám: 10 000 Játékvezető: Johannes Mutters (NED) |

| 91. mérkőzés 1923. május 6. | Ausztria        | 1 – 0             | Magyarország | Hohe Warte Stadion, Bécs Nézőszám: 50 000 Játékvezető: Karl Grätz (TCH) |
| 91. mérkőzés 1923. május 6. | F. Swatosch 79' | (0 – 0) Részletek |              | Hohe Warte Stadion, Bécs Nézőszám: 50 000 Játékvezető: Karl Grätz (TCH) |

| 92. mérkőzés 1923. augusztus 19. | Magyarország                        | 3 – 1             | Finnország | Üllői út, Budapest Nézőszám: 16 000 Játékvezető: Max Seemann (AUT) |
| 92. mérkőzés 1923. augusztus 19. | Braun 50' (11-esből) 53' Hirzer 86' | (0 – 1) Részletek | Linna 37'  | Üllői út, Budapest Nézőszám: 16 000 Játékvezető: Max Seemann (AUT) |

| 93. mérkőzés 1923. szeptember 23. | Magyarország                      | 2 – 0             | Ausztria | Hungária út, Budapest Nézőszám: 35 000 Játékvezető: Karl Grätz (TCH) |
| 93. mérkőzés 1923. szeptember 23. | Molnár 69' (11-esből) Csontos 72' | (0 – 0) Részletek |          | Hungária út, Budapest Nézőszám: 35 000 Játékvezető: Karl Grätz (TCH) |

| 94. mérkőzés 1923. október 28. | Magyarország        | 2 – 1             | Svédország | Üllői út, Budapest Nézőszám: 35 000 Játékvezető: Wilhelm Schmieger (AUT) |
| 94. mérkőzés 1923. október 28. | Eisenhoffer 11' 36' | (2 – 1) Részletek | Detter 2'  | Üllői út, Budapest Nézőszám: 35 000 Játékvezető: Wilhelm Schmieger (AUT) |

## Kapcsolódó szócikk
A magyar labdarúgó-válogatott mérkőzései (1902–1929)